# 国際連合安全保障理事会決議74
国際連合安全保障理事会決議74（こくさいれんごうあんぜんほしょうりじかいけつぎ74、英: United Nations Security Council Resolution 74, UNSCR74）は、1949年9月16日に採択された決議。原子力エネルギーの国際管理についてのものである。

## 概要
決議では、国連原子力委員会（AEC）委員長から2つの決議を含む書簡を受け取って検討した結果、理事会は事務総長に対し、この書簡と添付の決議を、AECにおけるこの問題の討議記録とともに、総会および国連加盟国に送付するように指示した。
決議は、ウクライナ・ソビエト社会共和国とソビエト連邦が棄権し、残る9国がいずれも賛成票を投じて可決された。

## 詳細
以下はその和訳。
安全保障理事会は
1949年7月29日の原子力委員会の第24回会合で採択された二つの決議31 を伝達する原子力委員会の委員長からの 1949年7月29日付けの書簡30を受領し検討し、

事務総長にこの書簡と添付の決議とを原子力委員会でのこの問題の討議記録とともに総会および国際連合の加盟国に伝達するよう指令する。